# Juliana Falconieri
Santa Juliana Falconieri, OSM, (em italiano, Giuliana Falconieri; Florença, 1270 - Florença, 19 de junho de 1341) foi uma religiosa italiana, fundadora da Ordem Terceira das Irmãs Servitas (ou Terciárias Servitas).

## Biografia
Juliana pertencia a uma nobre família de Florença, os Falconieri. Seu tio, Santo Alexis Falconieri, foi um dos sete fundadores da Ordem dos Servos de Maria, também conhecida como Servitas. Sob influência dele, ela decidiu desde muito jovem seguir a vida consagrada. Após a morte de seu pai em 1285, ela recebeu o hábito da Ordem Terceira dos Servitas de São Filipe Benício, então Prior geral da Ordem. Ela permaneceu em casa seguindo a regra que São Filipe havia lhe dado até a morte de sua mãe, quando Juliana e vários companheiros se mudaram para uma casa própria em 1305. Este se tornou o primeiro convento das Irmãs da Ordem Terceira dos Servitas. Juliana seria a superiora da ordem até o fim da vida.
O vestido dos servitas consistia em um vestido preto, preso por um cinto de couro e um véu branco. Como o vestido tinha mangas curtas para facilitar o trabalho, as pessoas chamavam as irmãs da nova Ordem de "Mantellate". As irmãs se dedicaram especialmente ao cuidado dos enfermos e a outras obras de misericórdia. É dito
ela frequentemente caía em longos momentos e horas de êxtase... Ela cuidava diariamente dos enfermos nas ruas, nas casas e nos hospitais e era conhecida por usar seus próprios lábios para sugar a infecção das feridas abertas de seus pacientes, sem medo de contrair qualquer doença. Era verdadeiramente um ato magnífico. Juliana dirigiu a comunidade dos Servos Terciários por 35 anos e foi mais uma serva de seus subordinados do que uma amante.

## Morte
Um suposto milagre mencionado nos textos litúrgicos para seu dia de festa, teria ocorrido com a morte de Juliana. Nesse momento, impossibilitada de receber a Sagrada Comunhão por causa dos vômitos constantes, ela pediu ao sacerdote que estendesse um cabo sobre o peito e colocasse a hóstia eucarística. Pouco depois, a hóstia desapareceu e Juliana morreu, em 19 de junho de 1341. A imagem de uma cruz, igual à da hóstia, foi encontrada em seu peito.

## Veneração
A Ordem Servita foi aprovada pelo Papa Martinho V no ano de 1420. O Papa Bento XIII reconheceu a devoção há muito prestada a ela e concedeu aos Servitas permissão para celebrar a festa da Bem-aventurada Juliana. O Papa Clemente XII a canonizou no ano de 1737 e estendeu a celebração da sua festa (19 de junho) a toda a Igreja. Santa Juliana costuma ser representada no hábito de sua Ordem com uma hóstia no peito.
Seu principal templo de veneração é a Basilica della Santissima Annunziata em Florença, na Itália.